# Cassandrea

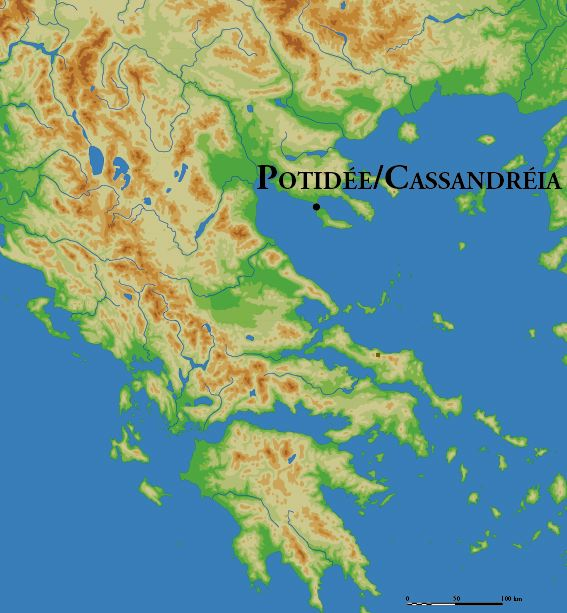
Ligging van Cassandrea/Potidaea.

Cassandrea (Oudgrieks: Κασσάνδρεια, Kassándreia) was een hellenistische polis op de plaat van het vroegere Potidaea, dat door Philippus II van Macedonië was verwoest (356 v.Chr.).
Door haar gunstige ligging op het schiereiland Pallene herstichtte de diadoch Cassander er in 316 v.Chr. een naar hemzelf vernoemde stad.
Na nog eens door de Hunnen te zijn verwoest en door Justinianus I te zijn herbouwd, verdwijnt zij langzamerhand uit de geschiedenis.

## Referentie
- art. Potidaea, in F. Lübker - trad. ed. J.D. Van Hoëvell, Classisch Woordenboek van Kunsten en Wetenschappen, Rotterdam, 1857, p. 782.